# Giuliano da Rimini
Giuliano da Rimini (* um 1275 in Rimini; † um 1325 ebenda) war ein italienischer Maler des Mittelalters.

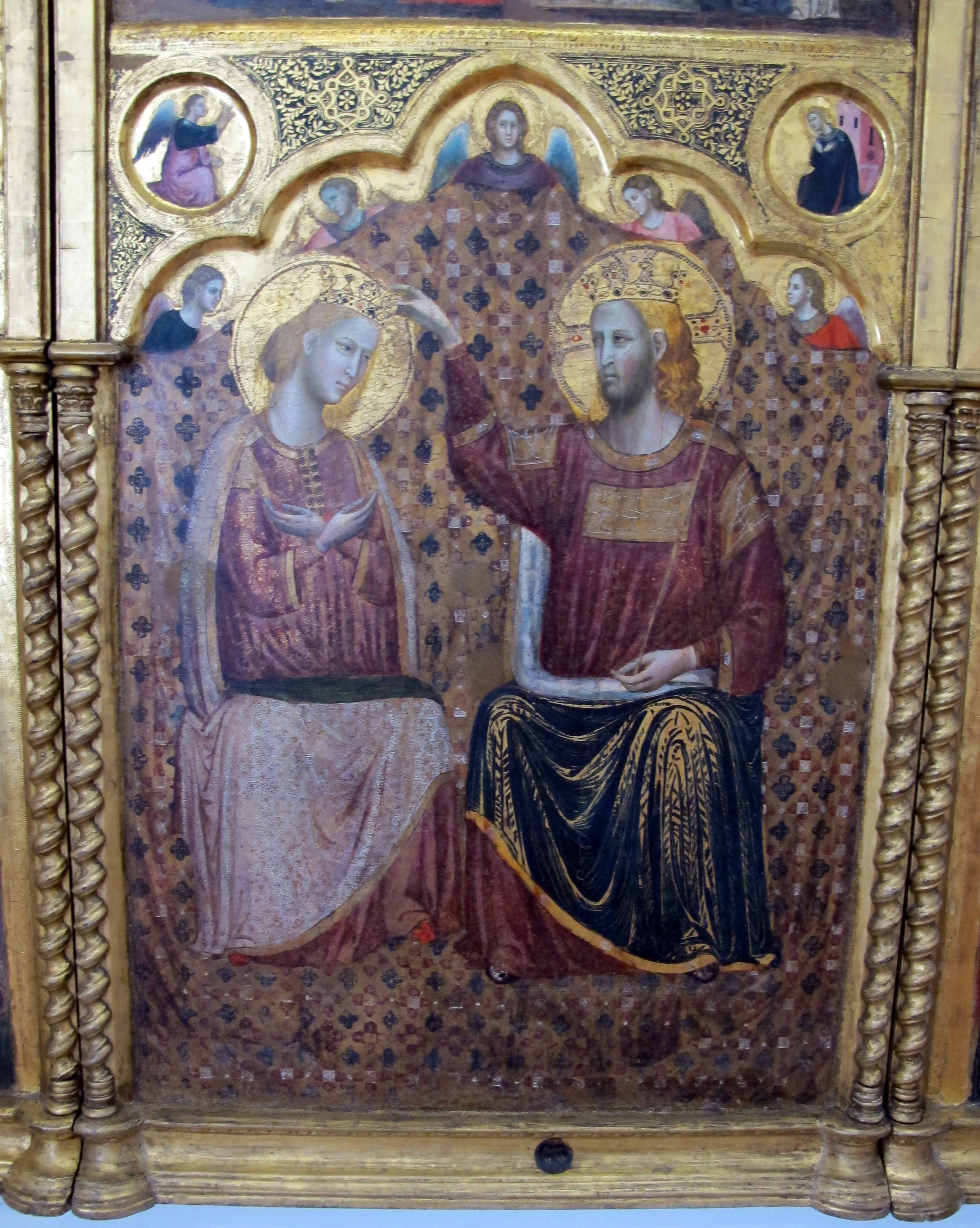
Giuliano da Rimini, Krönung der Jungfrau und der Heiligen, um 1320, Museo della città di Rimini

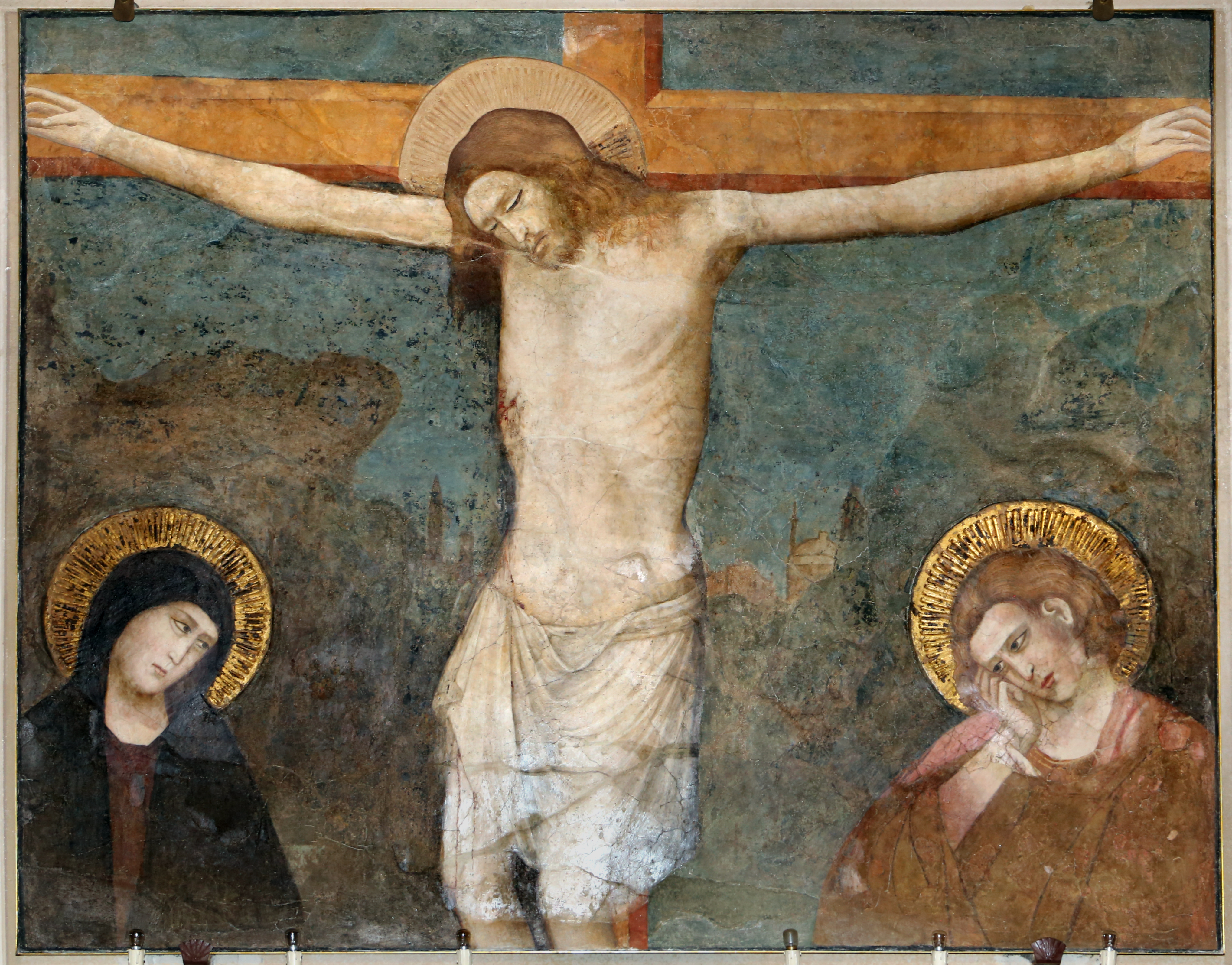
Giuliano da Rimini, die Kreuzigung mit den Trauernden, palazzo dei Servi di Maria, Rimini

## Leben
Die Tätigkeit dieses Meisters, der der von Giotto beeinflussten Rimineser Schule angehörte, verlief parallel zu der von Giovanni da Rimini, mit dem er möglicherweise eine Zeit lang zusammenarbeitete.

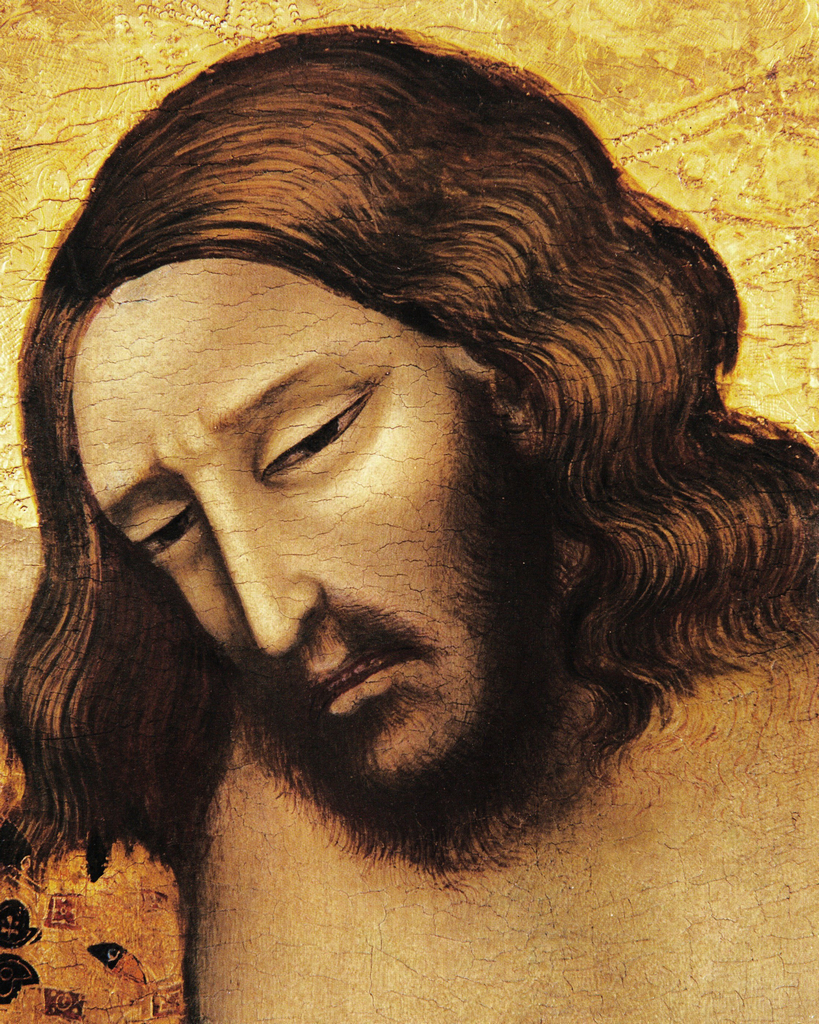
Haupt von Christus, Fondazione Cassa di Risparmio di Rimini

Signiert und datiert 1307 ist das Antependium mit der Darstellung der Inthronisierten Madonna und Heiligen, das sich früher in Urbania befand und heute im Isabella Stewart Gardner Museum in Boston aufbewahrt wird. Bemerkenswert ist Giulianos frühe Aneignung der Lehren Giottos, die er möglicherweise direkt im Malereihof des San Francesco di Rimini aufnahm, wo der Florentiner die verlorenen Fresken im Auftrag der Franziskaner malte und Giuliano möglicherweise einer seiner Mitarbeiter war.
Auf der Grundlage dieses einzigen erhaltenen signierten Werks haben Kunsthistoriker Giuliano mehrere Werke mit ähnlichen Merkmalen zugeschrieben: 
- das Tafelbild-Polyptychon Krönung der Jungfrau Maria, Heilige und Szenen aus der Passion und dem Tod Christi, das sich früher in einer englischen Privatsammlung befand und heute im Museum der Stadt Rimini ausgestellt ist;
- die grandiose Kreuzigung in der Kirche San Marco in Jesi;
- die Thronende Madonna mit Kind im Oratorium des Karmin in Urbania;
- die fragmentarischen Fresken der Kirche San Francesco in Fermo, die in der Apsiskapelle aufbewahrt werden und die Verkündigung, Heimsuchung und Krönung der Jungfrau darstellen.
- Fresko Gekreuzigter Christus mit der Jungfrau und dem Heiligen Johannes im Kapitelsaal der Kirche Santa Maria dei Servi oder Basilika San Pellegrino Laziosi in Forlì
- Das Fresko Heiliger Ludwig von Frankreich das in der Pinacoteca Civica di Forlì aufbewahrt wird, wurde ebenfalls hypothetisch ihm oder seiner Schule zugeschrieben, obwohl auch andere Namen vorgeschlagen wurden, darunter der von Guglielmo degli Organi

Vom Giuliano ist auch ein Polyptychon auf dem Hochaltar der Kirche der Eremitani in Padua erhalten, das mit Pietro da Rimini signiert und auf 1324 datiert ist.